# Bahnhof Niederselters

Der Bahnhof Niederselters ist ein Haltepunkt der Main-Lahn-Bahn bei Streckenkilometer 54,1 bis 54,3 in Niederselters.

## Geschichte
1875 wurde das erste Teilstück der Main-Lahn-Bahn bis nach Niederselters dem Verkehr übergeben und ging 1877 in Betrieb. 1913 ging ein zweites Streckengleis in Betrieb. 1986 wurde die Strecke elektrifiziert. Der Bahnhof wurde günstig zur Mineralquelle angelegt, sie war im Folgenden ein wichtiger Frachtkunde. 

## Lage
Der Haltepunkt liegt im Süden des Ortsteils Niederselters der Gemeinde Selters. Der Haltepunkt liegt zwischen der Brunnenstraße (K513) im Norden und der Straße „Am Urseltersbrunnen“ im Süden. Südlich des Bahnhofs liegt auch das Selterswassermuseum.

## Aufbau
Das Empfangsgebäude ist denkmalgeschützt. Es entspricht dem Typ, der auch auf der Lahntalbahn gebaut wurde. Die Vorbauten und die Bahnsteigüberdachung wurden um 1910 angebaut. Der östlich angebaute Güterschuppen wurde abgerissen. 
Der Haltepunkt hat zwei Bahnsteige:
1. Gleis 1: Hausbahnsteig (Länge: 224 m; Höhe:76 cm[2]): Richtung Limburg(Lahn)
2. Gleis 2: Seitenbahnsteig (Länge: 220 m; Höhe:76 cm[2]): Richtung Niedernhausen–Frankfurt (Main)/Wiesbaden

Die Bahnsteige sind durch eine Unterführung verbunden. Der Bahnhof hat eine P+R-Anlage und eine überdachte B+R-Anlage. An den Bahnsteigen gibt es kleine Wartehäuser. Die Bahnsteige sind auf der kompletten Länge beleuchtet.

## Verkehr
Der Haltepunkt wird werktags von der Linie RB 22 (Frankfurt – Niedernhausen – Limburg) der DB stündlich bedient. Im Berufsverkehr nach/von Frankfurt fährt die RB 22 halbstündlich, die RB 21 (Wiesbaden – Niedernhausen (– Limburg)) der HLB wird dann zusätzlich mit Halt nach Limburg durchgebunden. In Niedernhausen (Taunus) besteht Anschluss nach Wiesbaden und Frankfurt.
| Linie | Verlauf | Takt                             | Betreiber      |
| ----- | --- | -------------------------------- | -------------- |
| RB 21 | Ländchesbahn: Wiesbaden Hbf – Wiesbaden-Erbenheim – Wiesbaden-Igstadt – Auringen-Medenbach – Niedernhausen (Taunus) – Idstein (Taunus) – Wörsdorf – Bad Camberg – Niederselters – Oberbrechen – Niederbrechen – Lindenholzhausen – Eschhofen – Limburg (Lahn) Stand: Fahrplanwechsel Dezember 2021 | einzelne Fahrten                 | HLB Hessenbahn |
| RB 22 | Main-Lahn-Bahn: Frankfurt (Main) Hbf – Frankfurt-Höchst – Hofheim (Taunus) – Niedernhausen (Taunus) – Idstein (Taunus) – Wörsdorf – Bad Camberg – Niederselters – Oberbrechen – Niederbrechen – Lindenholzhausen – Eschhofen – Limburg (Lahn) Stand: Fahrplanwechsel Dezember 2021                 | 30/60 min (+ Verstärker zur HVZ) | DB Regio Mitte |

Es gibt einen Busanschluss der Linie 285 nach Eisenbach, Münster, Haintchen, Weilrod und Oberselters, Bad Camberg.